# Nothomorph
Als Nothomorph, abgekürzt nm., bezeichnete man in der botanischen Nomenklatur jede Art von Hybridformen, sowohl primär, Nachkommen oder Rückkreuzungen. Der Begriff wurde 1939 von Ronald Melville geprägt und 1952 in den Internationalen Code der Botanischen Nomenklatur übernommen. Er fungierte als Rangstufe, die sämtliche Typen unterhalb der Nothospecies umfasste.
Mit dem Sydney Code 1983 wurde das Konzept einer „allumfassenden“ infraspezifischen Rangstufe abgelöst. Seither werden unterhalb der Nothospecies die normalen infraspezifischen Rangstufen verwandt, also Unterart, Varietät, Form etc. Als Nothomorph beschriebene Taxa gelten heute als Varietät.

## Nachweise
1. ↑  J. McNeill et al.: International Code of Botanical Nomenclature (Vienna Code), 2006, Appendix VII, Glossary Of Terms Used And Defined In This Code, online
2. ↑  Gerhard Wagenitz: Wörterbuch der Botanik. Morphologie, Anatomie, Taxonomie, Evolution. Mit englisch-deutschem und französisch-deutschem Register. 2. erweiterte Auflage. Nikol, Hamburg 2008, ISBN 978-3-937872-94-0, S. 220 (Lizenzausgabe von 2003).
3. ↑  J. McNeill et al.: International Code of Botanical Nomenclature (Vienna Code), 2006, Appendix I, H.12.2., Fußnote 1, online
4. ↑  J. McNeill et al.: International Code of Botanical Nomenclature (Vienna Code), 2006, Appendix I, H.12.1., online
5. ↑  J. McNeill et al.: International Code of Botanical Nomenclature (Vienna Code), 2006, Appendix I, H.12.2., online